# Chrysotus hilburni
Chrysotus hilburni är en tvåvingeart som beskrevs av Norman E. Woodley 1996.
Chrysotus hilburni ingår i släktet Chrysotus och familjen styltflugor. Artens utbredningsområde är Bermuda. Inga underarter finns listade i Catalogue of Life.